# ندافية (ملاثاني)
ندافیة (بالفارسية: ندافیه) هي منطقة سكنية تقع في إيران في قسم ملاثاني الريفي. يقدر عدد سكانها بـ 2,429 نسمة.